# 月刊おとなりさん
『月刊おとなりさん』（げっかん おとなりさん）は、東京都大田区・品川区周辺の地域雑誌である。編集長は西村隆太。発行部数は2万3000部。

## 概要
1983年（昭和58年）5月創刊。「地域ジャーナリズムの旗手」、「サウス・オブ・トーキョーマガジン」と謳っている。

## 沿革
1983年、当時コピーライターであった西村敏康は、馴染みだった平和島のすし店主から地域の衰退について相談を受けた。西村は対応策としてタウン誌発刊を提案、コピーライター業に限界を感じていた西村自身がタウン誌を手がけることになった。誌名に地名を織り込むと地域的な広がりが出ないと考えた西村は、『おとなりさん』と名付けた。
無料配布を実現するため、西村は地元の店から広告を取り、1983年5月に創刊号を発行した。創刊号は20ページの冊子で、1万部を印刷した。取り上げたのは京浜急行電鉄平和島駅が「学校裏」という駅名だったという話題であった。このように当初は平和島を扱っていたが、西村が誌名に託した通り、取材エリアは大田区から品川区へと広がっていった。1988年10月には地域活性化イベントとして、「おとなりさん号」と名付けた人力車を大森駅から池上本門寺まで走らせている。2000年時点での発行部数は2万3千部となり、商店のほか区役所などでも配布した。その一方で2002年に大田区は区の刊行物に広告を載せるようになり、西村は民業圧迫だと区に陳情を提出した。
- 1983年（昭和58年）5月、月刊「おとなりさん」創刊
- 1991年（平成3年）11月、「おとなりさん」100号記念「いらっしゃいませ」発刊
- 1999年（平成11年）11月、「おとなりさん」200号記念「大森にお城があった」発刊
- 2003年（平成15年）4月、月刊「おとなりさん」20周年記念「大田区ウォーキングガイド」発刊
- 2013年（平成25年）9月、フルカラー化
- 2016年（平成28年）12月、「おとなりさん」400号記念「縦横家列伝」発刊
- 2020年、西村隆太が代表取締役社長に就任。
- 2023年、40周年記念号を発刊し、入新井図書館で西村隆太が講演。
- 2024年、月刊「おとなりさん」が商標登録を取得。
- 書籍「大田区・品川区の歩き方SP」がブックファーストアトレ大森店で週間１位（全書籍中、過去にも複数回１位は取得済み）
- 2025年、創刊500号、創刊500号記念講演会
- 2025年、まち歩き開催
- 2026年川瀬巴水カレンダー
- その他著書多数。まち歩き講師。自費出版などを手がける。東京商工会議所大田支部評議員、中小企業家同友会大田支部、大田三田会、品川区観光振興協議会、東京文化交流親善コミュニティー（ボランティア）役員ほか。